# Li Keran
Dans ce nom chinois, le nom de famille, Li, précède le nom personnel.
Li Keran (chinois classique : 李可染 ; pseudonyme de Li Yongshun ; Xuzhou, 1907 - Pékin, 1989) est l'un des artistes chinois les plus populaires du XXe siècle.
Il est célèbre pour avoir fusionné les arts occidental et oriental en produisant principalement des paysages contenant très peu de coups de pinceau.

## Biographie

### Jeunesse et formation

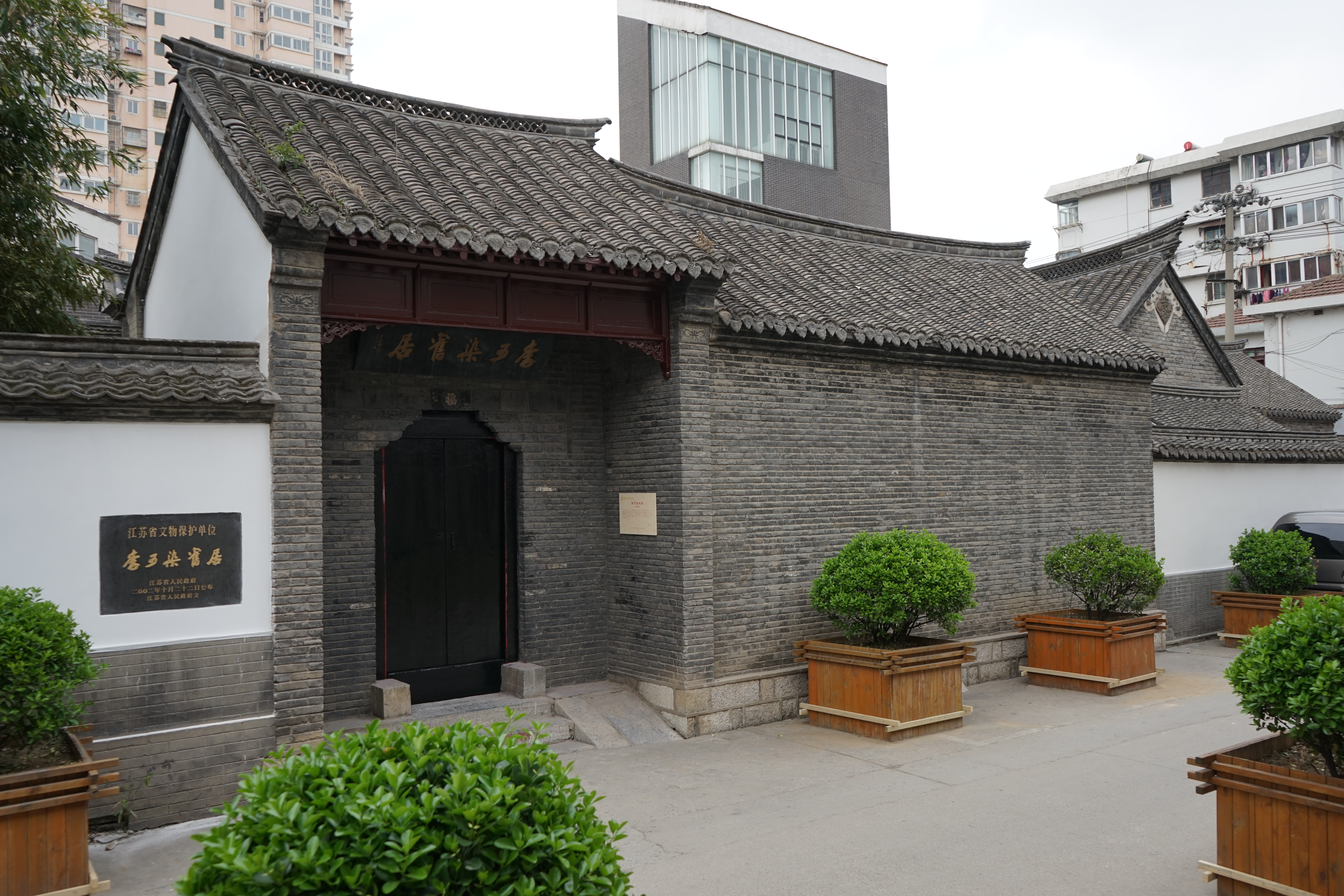
Ancienne résidence de Li Keran

Li Keran est né le 26 mars 1907 à Xuzhou de parents illettrés.
Il montre très tôt de bonnes dispositions artistiques,. À l'âge de 13 ans, il étudie la peinture de paysage auprès d'un peintre local. En 1923, il entre à l'école des beaux-arts de Shanghaï (zh) pour étudier la peinture traditionnelle chinoise et l'art occidental. Il y suit notamment des cours magistraux de Kang Youwei, qui promeut l'apprentissage à la fois de la peinture académique Song et de la tradition réaliste de la Renaissance européenne. L'idée de Kang de fusionner les peintures occidentale et orientale pour créer un nouvel âge de la peinture chinoise a grandement inspiré Li. Il y suit également les cours de Liu Haisu.
Au printemps 1929, Li obtient un diplôme à l'Académie des arts de Chine (Hangzhou), où il étude le dessin et la peinture à l'huile auprès du professeur français André Claudot, et de Lin Fengmian. Il développe alors un style abstrait et structurel dans sa peinture à l'huile qui montre l'influence de l'expressionnisme allemand.
En 1930, il rejoint la Société des dix-huit arts de West Lake, marxiste, où il prend des cours d'art et de littérature donnés par Lu Xun à Shanghaï. Les années juste avant la guerre, il rejoint l'Union des artistes et écrivains du Wuhan, de Guo Moruo, qui produisent des peintures de propagande.
En 1932, il devient membre d'une organisation artistique de gauche, la Société d'Art Yiba. La même année, il quitte l'école et retourne à Zuzhou, où il tient sa première exposition individuelle.
Il s'installe ensuite à Chongqing, où il se lie d'amitié avec Xu Beihong et Fu Baoshi, et délaisse la peinture à l'huile pour l'encre sur papier : à partir de 1934, Li commence à expérimenter la peinture figurative à l'encre et au lavis. Li Keran a travaillé pour Guo Moruo dans la section politique du Conseil militaire du Conseil national, qui a déménagé à Chongqing en 1938. Après la guerre sino-japonaise, il commence à peindre des fermiers et des buffles domestiques, en donnant à ce sujet traditionnel une nouvelle approche technique grâce à l'utilisation de l'encre éclaboussée.
En 1935, lors d'une visite à la Cité interdite, Li prend conscience de l'importance de la peinture classique chinoise. L'Immortel Liu Haichan jouant avec un crapaud (1937) montre des traits réalistes dans un style spontané de lavis. Il dépeint un sujet qui affirme l'esprit individualiste chinois mêlé à la spontanéité de la peinture au pinceau dans la tradition Chan.
Vers la fin des années 1930 et le début des années 1940, Li peint de nombreux paysages dans le style du peintre du XVIIe siècle Shitao. Il explique que lors de cette période, il « se bat pour trouver son chemin de retour à la tradition... avant de se battre pour en ressortir. »

### Reconnaissance et carrière
Son œuvre gagne en notoriété et il accepte en 1946 l'invitation de Xu de rejoindre l'Académie centrale des beaux-arts de Pékin. Qi Baishi et Huang Binhong, des figures majeures de l'art chinois contemporain, y deviennent ses mentors ; le premier acclame Li, le déclarant comme étant le peintre le plus important de l'ère post-Qianlong-Jiaqing,. Il combine l'influence de chacun de ses maîtres avec l'esquisse réaliste pour obtenir un nouveau naturalisme tout en conservant un support traditionnel. Son apprentissage auprès de Qi Baishi à partir de 1947 est un point d'inflexion dans sa carrière. Avant cela, sous l'influence de Lin Fengmian et Fu Baoshi, son style de dessin était fin et rapide ; il cherche désormais davantage une qualité calligraphique d'ensemble. Troupeau d'automne (années 1960) dépeint des buffles, l'un de ses sujets de prédilection ; elle reflète l'influence du style calligraphique métal-et-pierre de Qi.
En 1950, Li publie un essai d'influence intitulé Sur la Réforme de la peinture chinoise dans le premier numéro de la revue Meishu (« Arts »), publication de l'Association des artistes chinois. Reflétant l'esprit révolutionnaire de son époque, Li Keran invoque les mots du leader du Parti communiste Mao Zedong et appelle les artistes à s'imprégner de la vie des gens ordinaires (shenru shenghuo). Il plaide pour la protection et la conservation des éléments utiles du riche héritage culturel et artistiques chinois mais enjoint les artistes chinois à aussi s'inspirer des principes scientifiques de l'art occidental.
En 1954, Li Keran applique sa propre théorie et voyage au sud de Yangtze lors d'un voyage de peinture avec les artistes Zhang Ding (né en 1917) et Luo Ming (né en 1912). Lors de ce voyage, Li séjourne à Hangzhou avec Huang Binhong, une figure majeure de la peinture de paysage chinoise. Ce voyage de trois mois marque un tournant dans l'art de Li : il ne peint plus ses paysages que d'après nature, en utilisant des techniques de dessin occidentales et la peinture au pinceau et l'encre chinoise. Il expérimente avec la technique des couches d'encre superposées (jimo fa), devenue caractéristique de son style mature. Li réalise beaucoup d'esquisses d'après nature, prétendant que le dessin est le premier pas vers la réformation de la peinture chinoise. Il imite les traditions calligraphiques chinoises tout en appliquant certains éléments des techniques occidentales comme le clair-obscur, et applique très peu de coups de pinceau. Il est ainsi considéré un pionnier de la fusion des deux traditions au XXe siècle en Chine. En 1957, il voyage en Allemagne, où il peint de nombreux sujets sur le vif.

### Retrait et résurgence
Après 1960, il mène sa carrière à l'Académie centrale des arts de Pékin où il se spécialise dans la peinture de paysages. C'est à cette époque que le désir de Li de créer un nouveau style de paysage commence. Cette année-là, il publie un article dans le Journal du Peuple intitulé « Pratiquer l'art requiert beaucoup de travail ». Il voyage avec ses élèves dans les provinces éloignées de Guangdong et Guangxi pour dessiner d'après nature. Comme Pan Tianshou, il décrit l'âme du paysage comme un état d'idée (yijang). L'humeur poétique de Su Shi (1962) dépeint une méditation lors d'une chaude journée d'été : il peint alors presque exclusivement des paysages. Lui et Wu Zuoren s'exilent à la campagne lors de la Révolution culturelle. Emprisonné, il est relâché en 1974 sous l'ordre de Zhou Enlai. Il est décrié par le Gang des Quatre lors de la campagne anti-noir, à cause de ses paysages lugubres et sombres.
Dans les années 1970, Li Keran se voit proposer de revenir au premier plan lors de la Révolution culturelle en tant qu'« artiste noir », pour produire des œuvres publiques. Il reçoit notamment comme commande une monumentale peinture de paysage pour le Minzu fandian (« hôtel des nationalités ») à Pékin ainsi que pour le ministère des affaires étrangères ; il réalise aussi des peintures destinées à être offertes à des chefs d'État étrangers, et une œuvre massive représentant la montagne révolutionnaire de Jingang, dans la province de Jiangxi pour le mausolée de Mao Zedong, sur la place Tian'anmen.
Li a été un éducateur de grande influence ayant enseigné à l'Académie centrale des beaux-arts à partir de 1946. En 1979, il y dirige la section de troisième cycle de peinture de paysage, le premier en Chine. Il devient en 1981 le premier directeur de l'Académie de recherche de la peinture chinoise (Zhongguo hua yanjiu yuan), instillant à toute une génération sa nouvelle méthode de peinture de paysage, qui utilise le pinceau et l'encre pour transposer un paysage d'après nature.
Vers la fin de sa vie, Li Keran a attiré de nombreux étudiants et suiveurs, qui constituent l'« école Li » des années 1980. Li a notamment réalisé plusieurs œuvres avec l'artiste indien Beohar Rammanohar Sinha, comme le célèbre Meishan Bridge (que l'on peut voir en arrière-plan de la photographie des deux hommes ci-contre). Rammanohar partage d'ailleurs avec Li d'avoir lui aussi eu comme mentor Qi Baishi.
Li Keran est mort le 5 décembre 1989 à Pékin.

## Œuvres
La peinture de Li « est l'utilisation de moyens limités pour faire le portrait d'un monde objectif sans limites » Se faisant l'écho de Huang Binhong et Pan Tianshou (en), il écrit que « la peinture exprime non seulement ce que l'artiste voit, mais aussi ce qu'il sait et pense... Quand on peint la nature, on doit non seulement être vrai vis-à-vis de la vie, mais aussi apprendre à improviser. »
Li a basé son travail des paysages sur des dessins d'après nature ; « le but de dessiner d'après nature est de représenter de façon précise le monde objectif. Lignes précises, ombre et lumière, et les principes scientifiques ne peuvent qu'aider — et pas entraver — le développement de la peinture chinoise ».
- The Poetic Mood of Su Shi
- Herding in Winter
- Jinggang Mountains
- Back From Herding
- Play with the Cattle
- Welcome Spring
- Zhong Kui
- Shao Shan
- Herding in Spring Rain
- Monk

## Postérité

### Expositions posthumes
En 2007, une exposition majeure est organisée au musée d'art national de Chine pour le centenaire de la naissance de Li Keran.

### Marché de l'art
En 2010, deux des œuvres de Li Keran font partie du top 10 des plus grosses ventes de l'année : The Long march (1959, 14 486 400 $.) et The Long march (1978, 13 226 400).
En 2011 et 2012, Li Keran fait partie des artistes dont les œuvres sont les plus chères sur le marché de l'art.
Thousands of Mountains in Autumn (1964, 28 906 400 $ et Landscapes (12,7 millions de dollars) sont parmi les grosses ventes de respectivement 2015 et 2016. Son œuvre Wan Shan Hong Bian (Dix mille collines rougeoyantes, 1964) s'est elle vendue à 293 millions de yuans.
En 2017, la peinture chinoise et Li Keran sont des valeurs sûres et en hausse sur le marché de l'art mondial.

### Filmographie
- (en) [vidéo] « Master of Chinese Painting - Li Keran », sur YouTube
- Shi Meiyin, Li Keran peint les buffles, 1984 (20 min, présentation en ligne)